# Пименов, Михаил Яковлевич
Михаил Яковлевич Пименов (9 октября 1895, Долгоруково, Саратовская губерния — 15 мая 1942, Тархан, Крымская АССР) - советский военачальник, полковник (1936). Участник Первой мировой, Гражданской, Советско-финляндской и Второй мировой войны. Командир 77-й горнострелковой дивизии (1940) и 138-й горнострелковой Краснознаменной дивизией Крымского фронта (март 1942). Пропал без вести в ходе Керченской катастрофы Крымского фронта.

## Биография

### В Русской императорской армии
Родился 9 октября 1895 года в селе Долгоруково Репьевской волости Сердобского уезда Саратовской губернии. Русский. В Русской императорской армии с мая 1915 по апрель 1918 года. Был мобилизован в Первую мировую войну, окончил учебную команду 143-го запасного стрелкового полка в Самаре в 1915 году. В том же году окончил учебную команду и проходил службу ефрейтором и младшим унтер-офицером. В августе 1917 года с маршевой ротой убыл на Юго-Западный фронт, где воевал в составе 660-го пехотного Черновицкого полка. Избирался членом полкового комитета, дослужился до старшего унтер-офицера. В апреле 1918 года демобилизован. 

### В Гражданскую войну
В Красной армии с октября 1918 года. В Гражданскую войну 20 октября 1918 года призван в РККА Сердобским уездным военкоматом и направлен в 22-ю стрелковую дивизию сотрудником политотдела. В ноябре переведен в Мусульманский полк на должность помощника политкомиссара. Участвовал в боях с белоказаками на Уральском фронте. Под Уральском попал в плен. В течение трех недель находился в станице Сахарной, освобожден полком им. Стеньки Разина. После освобождения вновь назначен в Мусульманский полк, в котором воевал до конца войны инструктором для поручений при командире 1-го батальона, командиром батальона, начальником полковой школы, помощником командира полка. С 22 августа по 16 октября 1919 года временно исполнял должность командира полка. В сентябре 1919 года дивизия передислоцирована на Южный фронт, где в составе 9-й армии сражалась в Донской области. Участвовала в Доно-Манычской, Тихорецкой операциях, ликвидации бандитизма, разгроме Улагаевского десанта. С марта 1921 года М. Я. Пименов командовал батальоном в 199-м стрелковом полку, с октября помощник командира 191-го стрелкового полка. С июня 1922 года командир батальона в 66-м Мусульманском полку дивизии. 

### Межвоенное время и Советско-финляндской войны
В октябре 1922 года направлен на учебу в 1-ю Советскую (командную) объединенную военную школу им. ВЦИК в Москве, в сентябре 1923 года переведен в Петроградскую школу командиров. В 1924 году после расформирования школы направлен в Киевскую объединенную военную школу командиров им. С. С. Каменева. В сентябре 1925 года по окончании школы направлен командиром батальона в 12-й стрелковый полк 4-й стрелковой дивизии Западного ВО в Бобруйске. С октября 1930 года исполнял должность помощника командира полка. С сентября 1931 года командовал отдельным автодивизионом 4-й стрелковой им. Германского пролетариата дивизии БВО. С марта 1933 года вступил в командование 11-м стрелковым полком, дислоцировавшимся в Слуцке. Полковник (1936).
В ходе Советско-финляндской войны 1939-1940 годов, командуя 101-м стрелковым полком в составе 13-й армии, отличился при прорыве укрепленных районов финнов. По окончании боевых действий в мае 1940 года назначен командиром 77-й горнострелковой дивизии Закавказского ВО. 

### В Великую Отечественную войну
С началом Великой Отечественной войны продолжал командовать этой дивизией. С августа 1941 года принимал участие в Иранском походе. 8 октября 1941 года полковник М. Я. Пименов назначен начальником отдела боевой подготовки штаба Закавказского фронта. С 24 марта 1942 года вступил в командование 138-й горнострелковой Краснознаменной дивизией Крымского фронта, которая после февральско - мартовских боев находилась на доукомплектовании. 30 марта переименована в 138-ю стрелковую Краснознаменную дивизию и вошла в 51-ю армию, в составе которой вела тяжелые оборонительные бои на Керченском полуострове в районах населённых пунктов Кош-Оба, Насырь, Баксы, Маяк. 
В ходе немецкого наступления (операция Охота на дроф) после прорыва советского фронта 15 мая 1942 года М. Я. Пименов пропал без вести в районе Тархана.

## Награды
- медаль «XX лет РККА» (1938),
- орден Красного Знамени (7.04.1940)[2].